# Siona lineata
Siona lineata је врста ноћног лептира (мољца) из породице Geometridae. Врсту је први описао Ђовани Антонио Скополи у свом делу ,,Entomologia Carniolica" 1763. године.

## Распрострањење
Ово је прилично уобичајена врста и може се наћи широм Европе. Прилично је ретка у Уједињеном Краљевству, налази се само у источном Кенту. Врста је присутна у Амурској и Усуријској области, јужном Сибиру, централној Азији, Казахстану, Кавказу, Малој Азији и Русији.
У Србији је широко распрострањена, среће се на висинама од 500 метара до 1500 метара надморске висине.

## Станиште
Насељава отворене шуме, пашњаке, травната станишта и станишта која су богата кречњаком.

## Опис
Распон крила је 35-40мм. Крила су беле или крем боје са тамним венама на горњој стани и црним или тамносмеђим венама на доњој страни. Свеже јединке су обично крем боје, али како старе крила постају бела. 
Глава је мала, са великим и округлим очима које су бочно постављене. Екстремитети су дугачки и витки. Мужјаци имају дугачак, витак абдомен са закривљеним крајем, док код женки абдомен није закривљен. Женке су мање и са угластијим крилима. Код женки абдомен има три уздужне црне линије.

## Биологија
Врста лети у току дана, у једној генерацији, од почетка маја до краја јуна. Ларва се храни различитим врстама биљака (Origanum majorana, Dactylis glomerata, Hypericum maculatum, врстама рода Vicia, Galium verum, Solidago virgaurea, Achillea millefolium, Tanacetum vulgare) и дрвенастим биљкама (Salix aurita, Viburnum opulus).

## Подврсте
- Siona lineata lineata (Scopoli, 1763)
- Siona lineata oenotriensis (Staudinger, 1915)

## Галерија
- Парење